# Diplocyclos decipiens
Diplocyclos decipiens är en gurkväxtart som först beskrevs av Joseph Dalton Hooker, och fick sitt nu gällande namn av Charles Jeffrey. Diplocyclos decipiens ingår i släktet Diplocyclos och familjen gurkväxter. Inga underarter finns listade i Catalogue of Life.